# УАСТ (Рочестер)
УАСТ Рочестер (Українсько-Американське Спортове Товариство; Ukrainian American Sports Association Rochester) — американський спортивний клуб з міста Рочестер (штат Нью-Йорк).
Заснований українськими емігрантами після Другої світової війни. Відомий також під англомовною назвою «Рочестер Юкрейніанз» (Rochester Ukrainians).

## Досягнення
- Національний Аматорський Кубок: фіналіст (1)

1957

## Відомі гравці
- Мирон Береза
- Зенон Снилик
- Остап Стецьків
- Волт Закалюжний